# Společnost vnitřního světla
Společnost vnitřního světla, také nazývaná Bratrstvo vnitřního světla, je britské okultní hnutí, které založila Violet Mary Firthová. Společnost je velmi specificky britská, i když má členy též v zámoří.

## Vznik
Řád založila v Glastonbury roku 1922 Violet Mary Firthová. Nejdříve nesl název Lóže křesťanské mystiky Teosofické společnosti a v roce 1928 byl přejmenován na Bratrstvo vnitřního světla. Společnost od počátku navazovala na tradici Hermetického řádu Zlatého úsvitu.
Firthová se v roce 1927 provdala za Thomase Penryho Evanse. Díky němu se dostala ke studiu magie, kabaly, tarotu apod. V roce 1939 se manželé rozvedli. Když ji Evans opustil, Firthová začala zjevně upadat, třebaže nadále pokračovala v bádání o Artušovi a Grálu.

## Věrouka
V průběhu let měnila Společnost těžiště svého učení. Hnutí přebralo z teosofie učení o Tajných Mistrech. Dále vychází z ezoterického křesťanství, tarotu, kabaly a i novopohanských prvků. Významnou roli v hnutí hraje keltská mytologie a příběhy z doby Krále Artuše.  
Hlavním pramenem Společnosti jsou knihy Dion Fortuneové (pseudonym zakladatelky) Mystická kabala a Kosmické učení. Fortuneová napsala celkem 24 knih, které se staly populární i v mnohých jiných společnostech.